# Mother's Little Helper
"Mother's Little Helper" er en sang fra det engelske rock ’n’ roll band The Rolling Stones. Den første gang sangen var at finde var som første nummer på den engelske version af deres 1966 album Aftermath.
Skrevet af Mick Jagger og Keith Richards blev ”Mother's Little Helper” indspillet i Los Angeles fra den 3. til den 8. december, 1965. 
Sangen handler om en husmoder der misbruger receptskrevne piller for at “komme igennem dagen”. Den kommer ind på en forstadshusmoder, der normalt bliver portrætteret som en omsorgsfuld kvinde for sin familie, og den viser hende som misbruger :
| Citat | Life's just much too hard today / I hear ev'ry mother say / The pursuit of happiness just seems a bore / And if you take more of those / you will get an overdose / No more running for the shelter / of a mother's little helper | Citat |
|       | |       |

Mick Jagger synger, mens Keith Richards spiller akustisk guitar, og synger kor på nummeret. Brian Jones spiller udover Vox Mando Guitar, også sitar i denne sang, og dermed er det en af de første gange sitaren bliver brug i en popsang. Charlie Watts, og Bill Wyman spiller henholdsvis tromme og bass .  
Sangen blev coveret i 2005 af Liz Phair, som del af soundtracket til den populære tv serie Desperate Housewives . 
Sangen blev også coveret i 2007 akustisk af den canadiske punk band Sum 41, for deres koncert til "AOL Sessions: Under Cover" .

### Fodnote
1. ↑  Mother's Little Helper by The Rolling Stones Songfacts
2. ↑  Mother's Little Helper
3. ↑  Desperate Housewives Lyrics – Desperate Housewives Soundtrack – Lyrics On Demand
4. ↑  YouTube – Sum 41 – Mother's Little Helper